# Jessie Willcox Smith
Pour les articles homonymes, voir Wilcox.
Jessie Willcox Smith est une illustratrice américaine, né le 6 septembre 1863 à Philadelphie (Pennsylvanie), ville où elle est morte le 3 mai 1935.
Elle est particulièrement connue pour ses travaux dans les magazines américains de l'époque, notamment le Ladies Home Journal, et pour ses illustrations de livres pour enfants.

## Biographie
Elle est enterrée dans le cimetière de Woodlands à Philadelphie(p330).

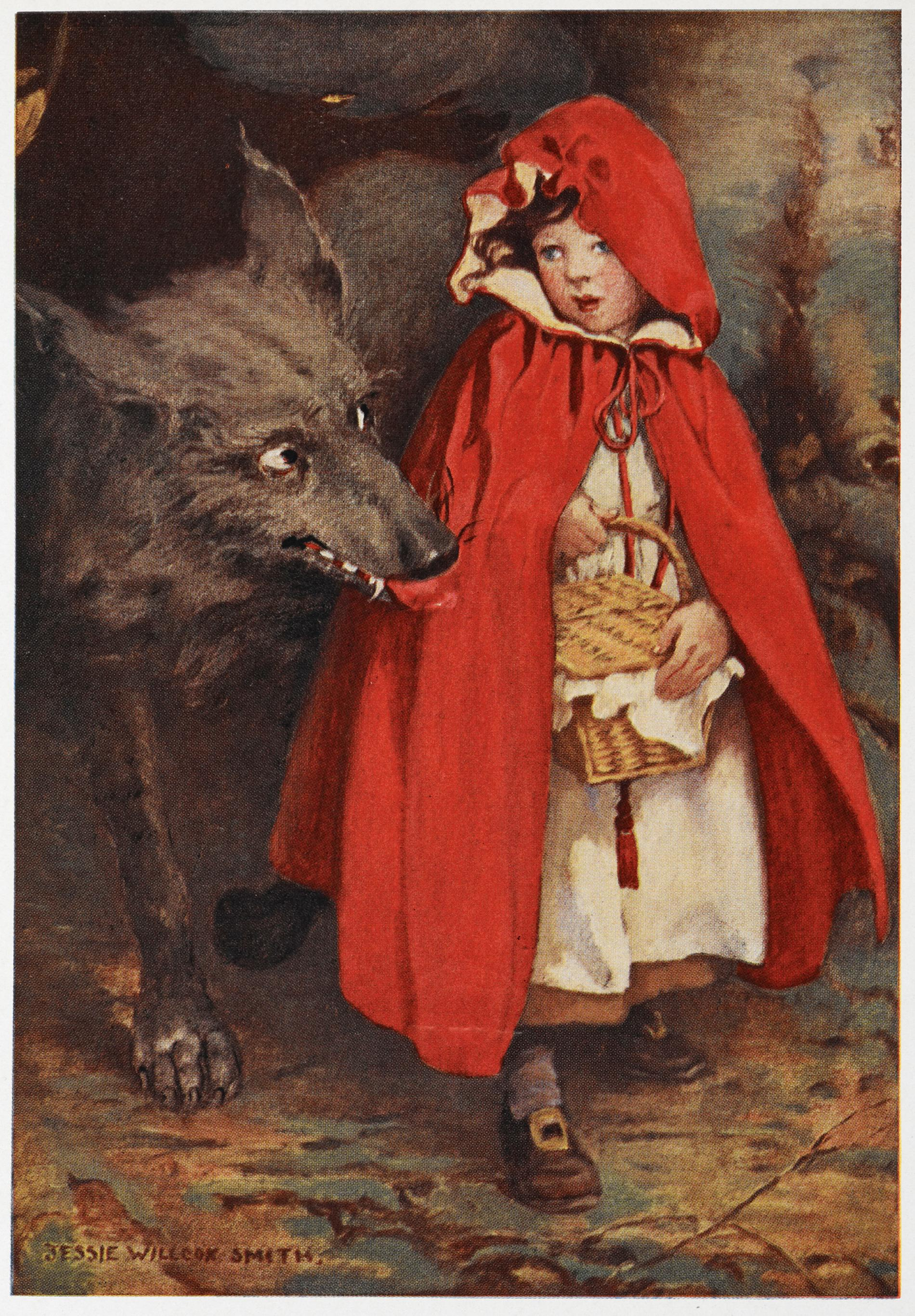
Le Petit Chaperon rouge
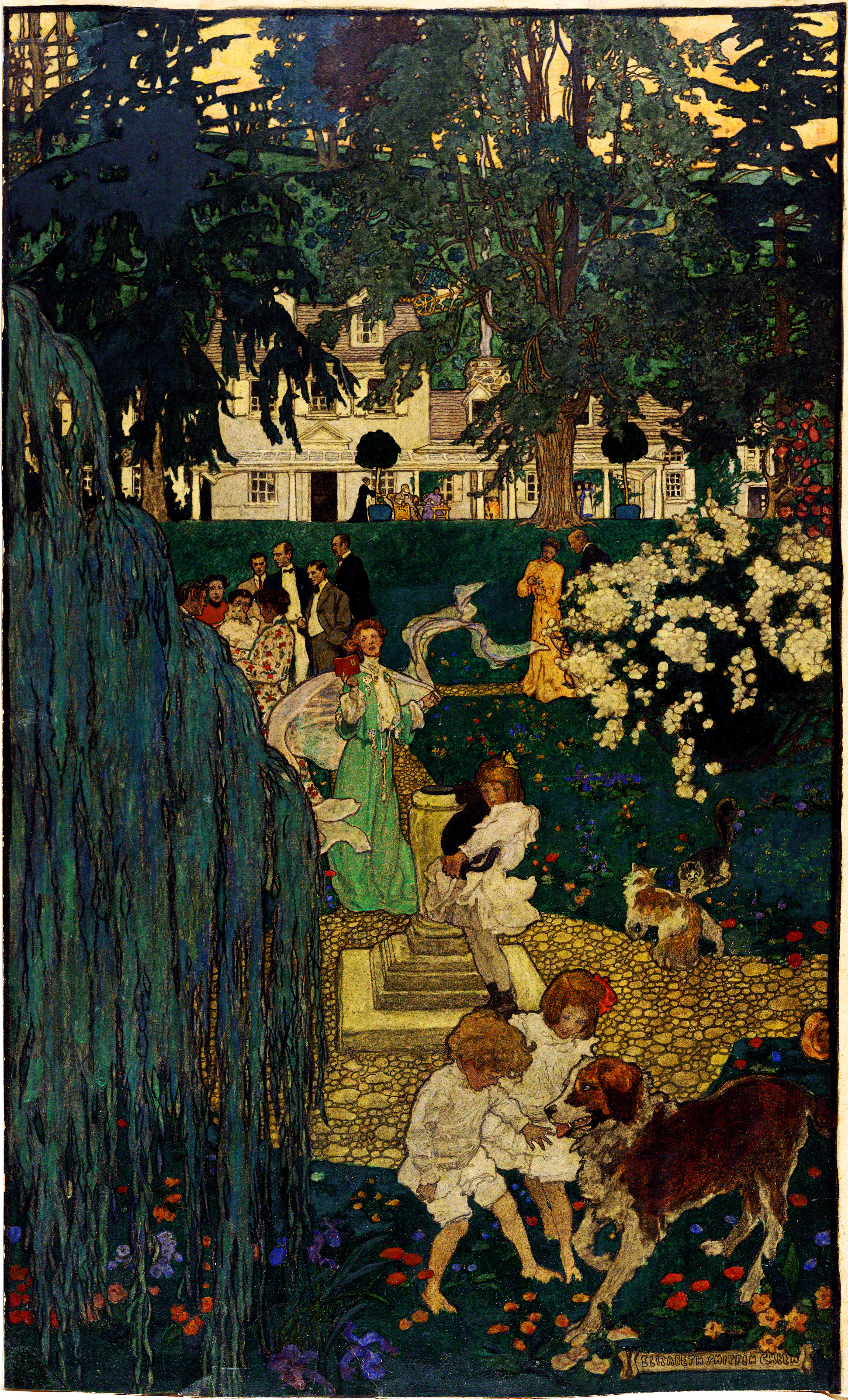
Life was made for love and cheer
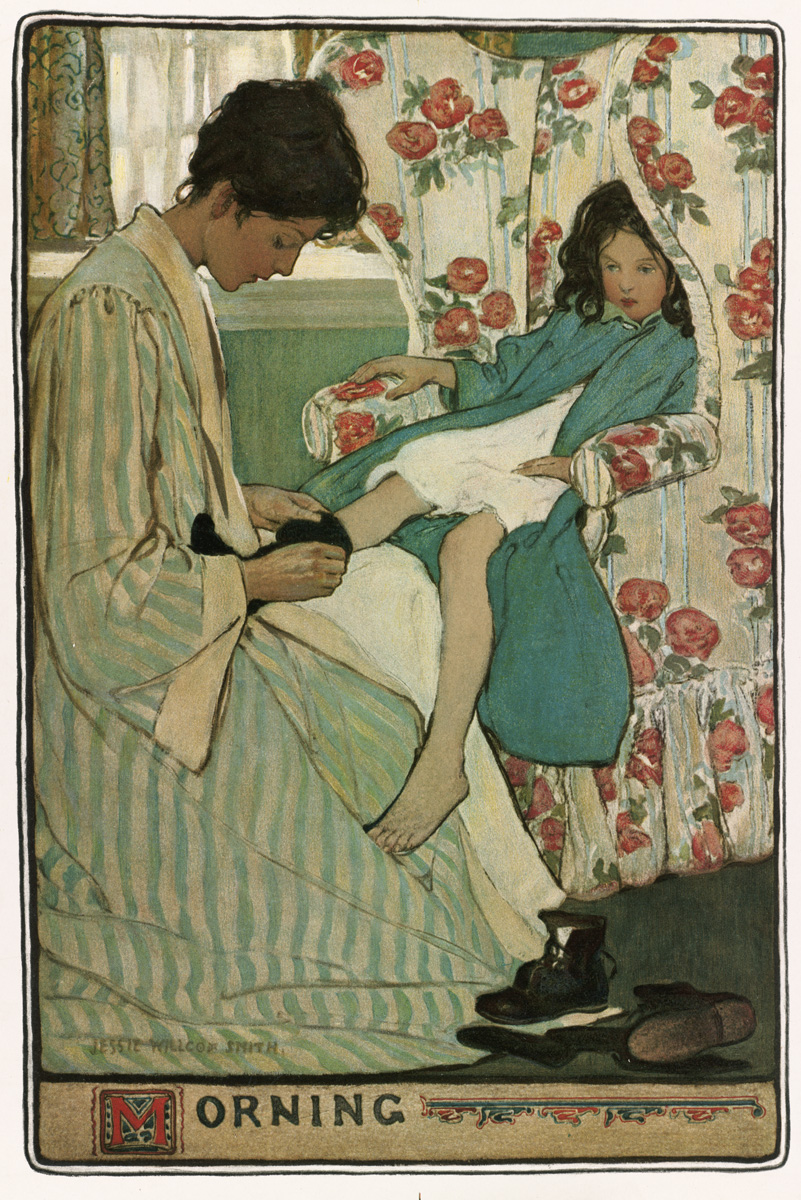
Morning
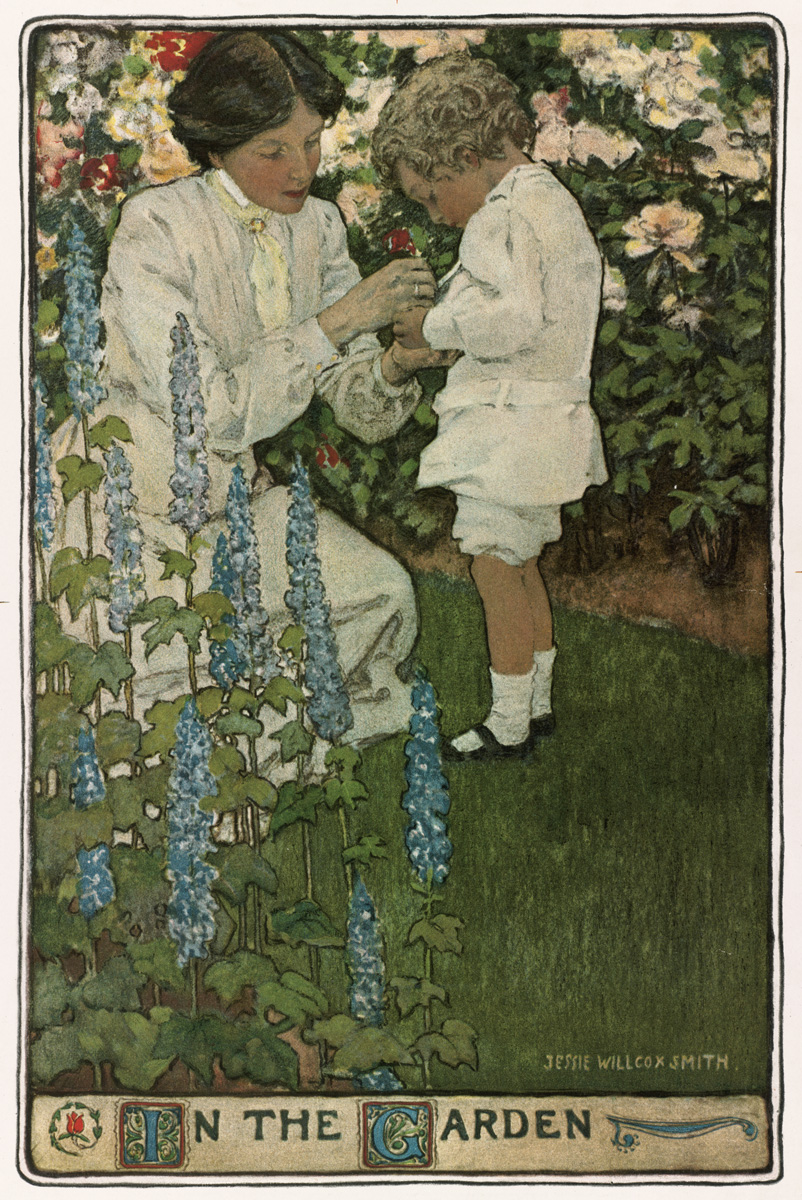
In the Garden
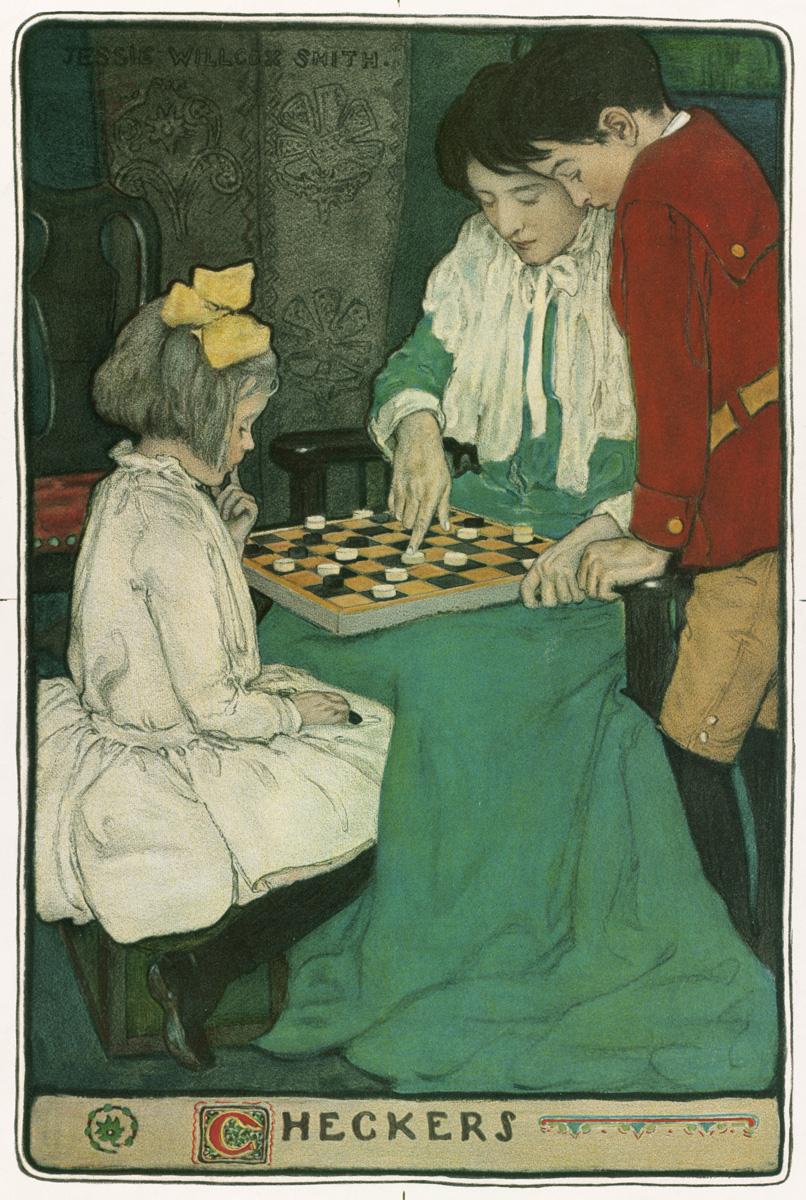
Checkers
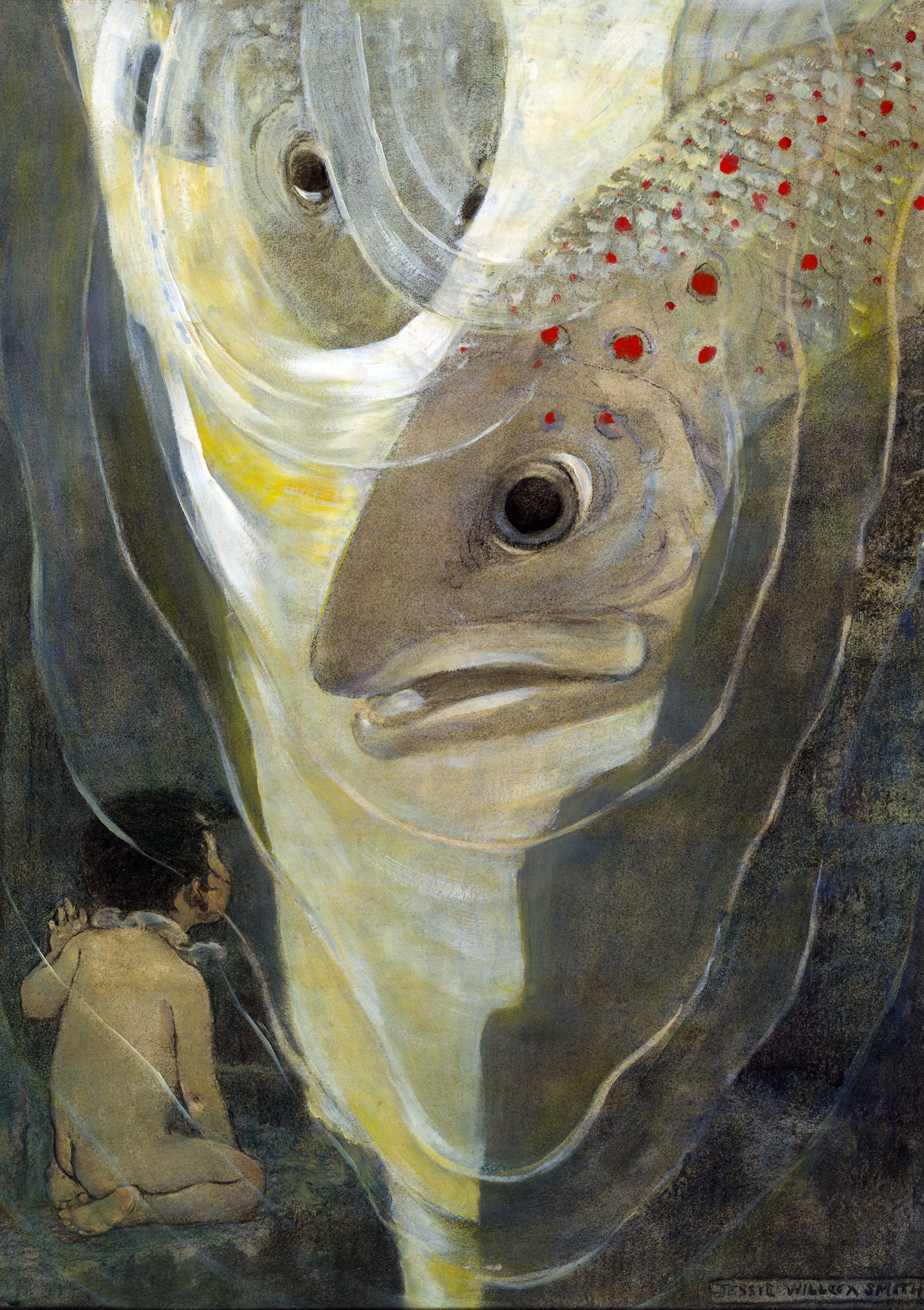
Water Babies
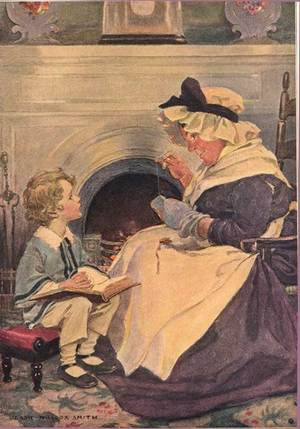
David Copperfield et Peggotty
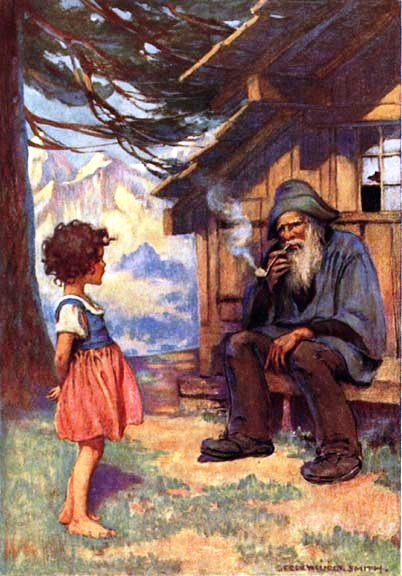
Heidi chez son grand-père